# 江蘇省語言文字工作委員會
江蘇省语言文字工作委员会，簡稱江蘇省語委，主管江蘇省的語言文字工作。2013年，主任曹卫星（兼任副省长），副主任李一宁（兼任省政府副秘书长），副主任沈健（兼任省教育厅厅长）。